# 30 Arietis
30 Arietis este o stea din constelația Berbecul.